# ترنگانه (نگوتین)
ترنگانه (به صربی: Trnjane) یک منطقهٔ مسکونی در صربستان است که در نگوتین واقع شده‌است. ترنگانه ۴۷۹ نفر جمعیت دارد.